# بيت المشرة (نجرة)

تعديل مصدري - تعديل

بيت المشرة هي إحدى قرى عزلة القيلة بمديرية نجرة التابعة لمحافظة حجة، بلغ تعداد سكانها 267 نسمة حسب تعداد اليمن لعام 2004.